# NGC 1398
NGC 1398 är en stavgalax med en magnitud på 9,7, som ligger ungefär 1 grad sydost om NGC 1360, i stjärnbilden Ugnen. Denna galax är svår att hitta och lämpar sig bäst för ett teleskop på 150 millimeter eller större.